# Yehiel Bar

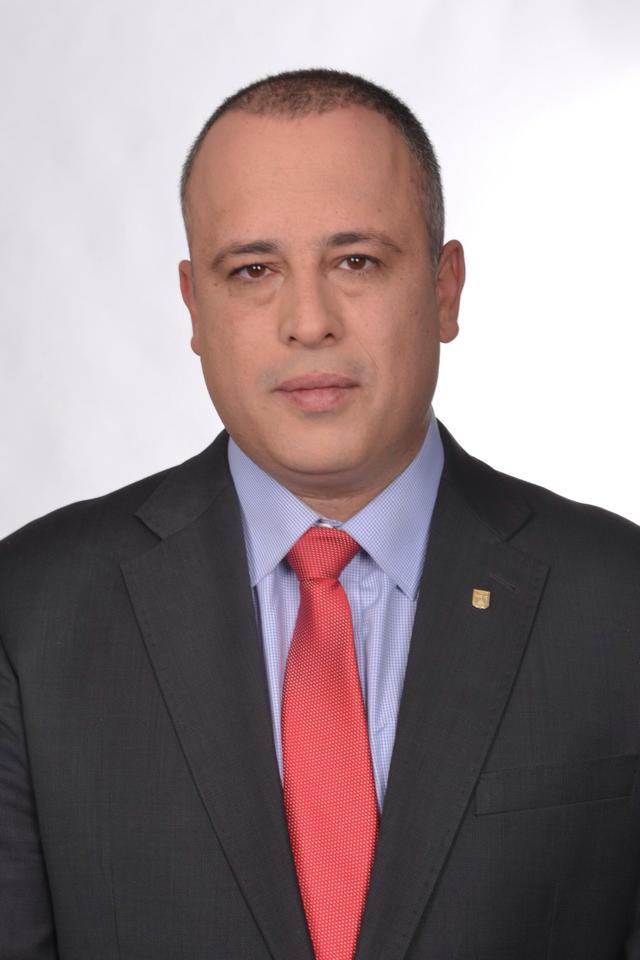
Yehiel Bar (2015)

Yehiel Bar (hebräisch חיליק (יחיאל) בר, * 4. September 1975 in Safed) ist ein israelischer Politiker der Awoda.

## Leben
Yehiel Bar absolvierte das Bezek College in Givat Mordechai in Jerusalem. Nach seinem Militärdienst bei den israelischen Verteidigungsstreitkräften studierte er Politikwissenschaften und Internationale Beziehungen an der Hebräischen Universität Jerusalem und an der Harvard University. Seit 2013 ist Bar Abgeordneter in der Knesset. Er ist verheiratet und hat ein Kind.